# Canal de repouso
Canal de repouso, também chamado de canal de vazamento, é uma proteína que fica na membrana da célula e que permite a passagem de íons. A principal diferença funcional para outros canais iônicos (como os canais mecano-dependente ou mecanicamente regulados, os quimio-dependente ou ligando-dependente e os voltagem-dependente) é que o canal de vazamento não precisa de qualquer estímulo para estar aberto. Na prática, uma célula como o neurônio sempre tem canais de vazamento abertos, independentemente de estímulos, o que permite que os íons passem pela membrana de forma passiva. Por exemplo, o neurônio comum, vivo e em repouso, sempre está com canais de vazamento de íons potássio (cátions K+) abertos e isto faz com que os íons potássio 'vazem' continuamente para fora do neurônio, levando cargas positivas (íon potássio K+ é positivo, um cátion) para fora da célula e tornando o meio interno junto à membrana mais negativo (gerando um potencial de membrana mais negativo) em relação ao meio externo. Os canais de vazamento de um íon definem a maior parte da permeabilidade da membrana a este íon. 
Na maioria dos neurônios humanos, a permeabilidade aos íons potássio K+ é maior do que à dos demais íons. Com os valores de permeabilidade de cada íon e de concentração de cada um deles dentro e fora da célula, é possível estimar o potencial de membrana através da equação de Nernst. Quanto maior é a permeabilidade da membrana aos íons, maior é o consumo de ATP e de oxigênio (O2). Animais que conseguem sobreviver mais horas com baixa disponibilidade de oxigênio (hipoxemia e hipóxia) ou sem oxigênio (anoxia) têm a característica de diminuir o consumo de ATP (). através da diminuição da permeabilidade da membrana por um mecanismo de diminuição de canais de vazamento chamado de 'channel arrest' ().